# John Oliver
John William Oliver, född 23 april 1977 i Erdington, West Midlands, är en brittisk komiker, programledare, skådespelare, manusförfattare och TV-producent.

## Biografi
Oliver är född i Erdington, en förort till Birmingham, och är äldst av fyra barn. Hans föräldrar kommer båda från Liverpool och har arbetat som lärare respektive rektor. Oliver växte upp norr om London.
År 2006 blev Oliver en av korrespondenterna i amerikanska tv-programmet The Daily Show with Jon Stewart. Sedan 2014 programleder han sin egen talkshow Last Week Tonight with John Oliver på HBO.
John Oliver har även haft en återkommande roll i komediserien Community och gjort en röstroll i Smurfarna.
Sedan 2011 är Oliver gift med amerikanska krigsveteranen Kate Norley som tjänstgjorde i Irakkriget som sjukvårdare.

## Filmografi i urval
- 1985 – Bleak House (TV-serie)
- 2005–2006 – Mock the Week (TV-serie)
- 2007–2013 – The Daily Show (TV-serie)
- 2008 – Love Guru
- 2009–2014 – Community (TV-serie)
- 2011 – Smurfarna (röst)
- 2013 – Smurfarna 2 (röst)
- 2014–2019 – Last Week Tonight with John Oliver (TV-serie)
- 2019 – Lejonkungen (röst)